# Quercus beckyae
Quercus beckyae là một loài thực vật có hoa trong họ Cử. Loài này được Gaynor miêu tả khoa học đầu tiên năm 1987.